# Ausones
De Ausones (Oudgrieks: Αὔσονες / Aúsones; Αὐσονία / Ausonía) of Ausoniërs vormden de oude, voor-Romeinse bevolking van Midden-Italië, van Apulia, Campania en het zuidelijk gedeelte van Latium. Een belangrijke handelsstad destijds was Cales, in de gemeente Calvi Risorta.
Zij worden ook Opici (Ὀπικοί / Opokoí) en Osci (Ὄσκοι / Óskoi) genoemd. De naam Ausones is dezelfde als Aurunci. Waarschijnlijk was de Ausonische stam verwant met de Umbrische.
De volken die bij de Grieken Ausoniërs of Opicers (Oscers) heetten, vormden vermoedelijk de zuidelijke tak van de Umbrische stam, en hun taal is het Oskisch. Tot de stam van de Ausoniërs behoren de Apuliërs in engere zin, de eigenlijke Opicers, oorspronkelijke bewoners van het latere Samnium en Campanië, de Aurunciërs (Aurunici = Ausonici), de Volsci en Aequi in het oostelijke bergland van het latere Latium, en in zekere zin ook de Latijnen, daar ten minste het volk van de zogenaamde Aborigines stellig tot de Ausonische stam behoorde en van de volken die daartoe behoorden het naast aan de Oscers en Umbriërs was verwant.
Deze Aborigines nu (Ἀβοριγῖνες / Aborigines, waarvan de naam niet van origo is af te leiden, maar ook tot de Auruncers moet worden teruggebracht) werden door de Sabijnen uit het Velinusdal van de omstreken van Reate verdreven, verhuisden over de Anio, en uit hun vereniging met de langs de westkust wonende oorspronkelijke Siculische en Pelasgische inwoners ontstond allengs het Latijnse volk.
Dichterlijk wordt Ausonia ook voor Italia gebezigd.